# Clematis petriei
Clematis petriei är en ranunkelväxtart som beskrevs av Harry Howard Barton Allan. Clematis petriei ingår i släktet klematisar, och familjen ranunkelväxter. Inga underarter finns listade i Catalogue of Life.